# 蒂普頓 (伊利諾伊州門羅縣)
蒂普頓（英語：Tipton）是位於美國伊利諾伊州門羅縣的一個非建制地區。該地的面積和人口皆未知。

## 地理
蒂普頓的座標為38°14′09″N 90°06′04″W / 38.23583°N 90.10111°W，而該地的平均海拔高度為185米（即607英尺）。